# Curicó (provincie)
Curicó is een provincie van Chili en een van de vier provincies in de regio Maule. De provincie is gelegen in het midden van het land, tussen de provincies Talca en Colchagua; daarnaast ligt Curicó tussen de Grote Oceaan in het westen en Argentinië in het oosten. Curicó telde 288.880 inwoners in 2017 en heeft een oppervlakte van 7281 km².

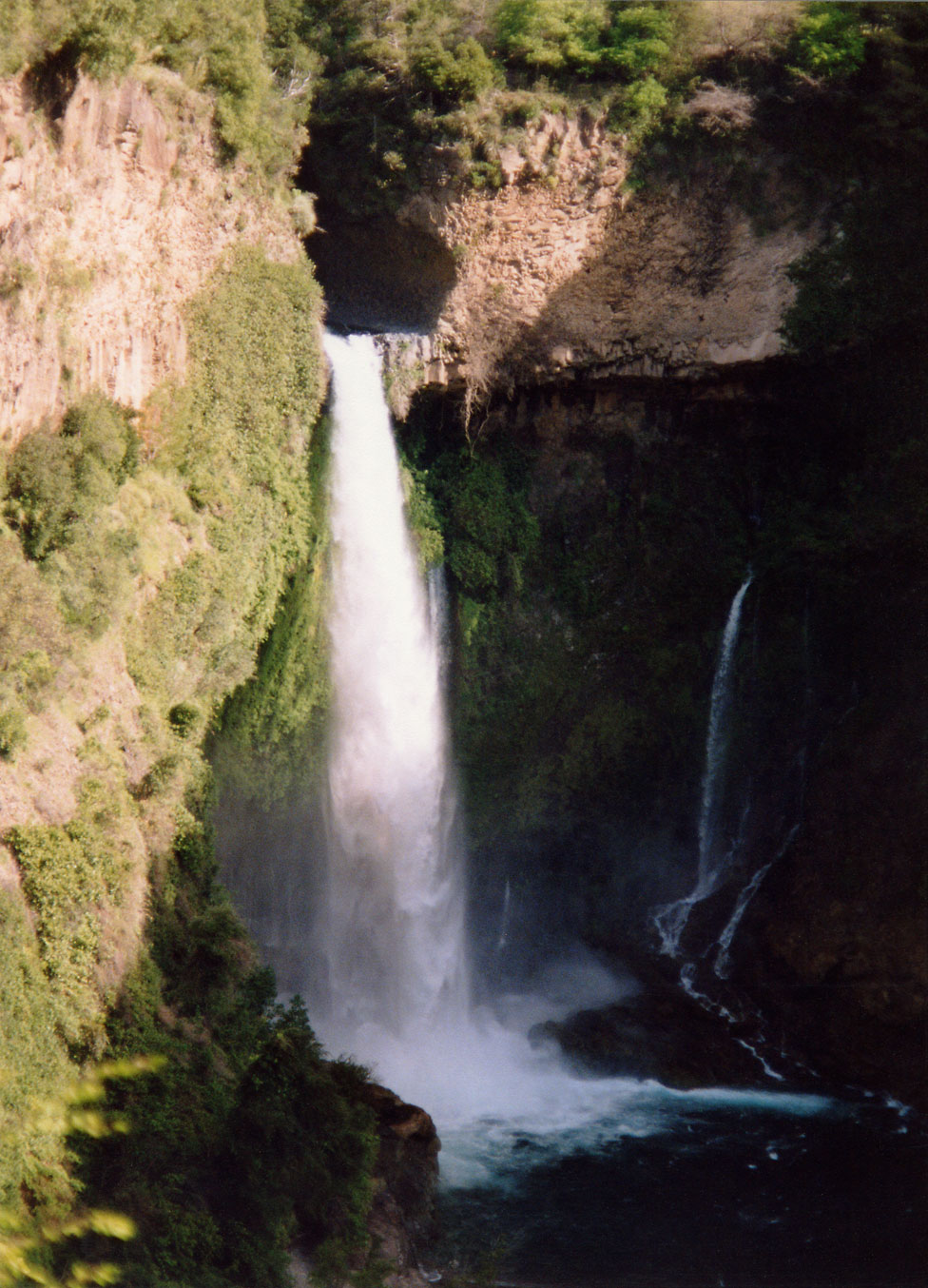
Waterval van Bride's Veil

De provincie is vernoemd naar de provinciale hoofdstad, Curicó, aan de rivier de Mataquito, 194 kilometer ten zuiden van de Chileense hoofdstad Santiago. De provincie werd in 1865 gesticht uit delen van Colchagua. De grenzen werden in 1974 aangepast, waarbij Curicó in het kader van regionalisering samen met de provincies Talca, Cauquenes en Linares in de regio Maule werd ingedeeld.

## Gemeenten
Curicó is verdeeld in negen gemeenten:
- Curicó
- Hualañé
- Licantén
- Molina
- Rauco
- Romeral
- Sagrada Familia
- Teno
- Vichuquén